# Pašovice
Pašovice település Csehországban, a Uherské Hradiště-i járásban. Pašovice Prakšice, Uherský Brod, Částkov, Dobrkovice és Velký Ořechov településekkel határos. Lakosainak száma 704 fő (2024. január 1.).

## Népesség
A település lakosságának változását az alábbi diagram mutatja:
| Lakosok száma | 485  | 522  | 616  | 646  | 721  | 717  | 720  | 712  | 706  | 704  |
|               | 1869 | 1890 | 1921 | 1950 | 1980 | 2001 | 2017 | 2019 | 2022 | 2024 |